# Nanshan Hu
Nanshan Hu (kinesiska: 南山湖) är en sjö i Kina. Den ligger i provinsen Heilongjiang, i den nordöstra delen av landet, omkring 240 kilometer nordväst om provinshuvudstaden Harbin. Nanshan Hu ligger 136 meter över havet. Arean är 19,7 kvadratkilometer. Trakten runt Nanshan Hu består till största delen av jordbruksmark. Den sträcker sig 8,9 kilometer i nord-sydlig riktning, och 5,6 kilometer i öst-västlig riktning.
Genomsnittlig årsnederbörd är 631 millimeter. Den regnigaste månaden är juli, med i genomsnitt 196 mm nederbörd, och den torraste är januari, med 4 mm nederbörd.